# 农佛合国
农佛合国，又称元朝农佛合国，是1982年—1983年在福建省福州市闽侯县等地，以郑礼喜为首成立的一个秘密结社政权。

## 概述
闽侯县廷坪公社劳改释放犯郑礼喜利用群众封建迷信思想，自1981年以来在廷坪公社等地组织会道门。1982年8月至1983年5月于廷坪自立国号“农佛合国”。编造所谓“天书”，自封“十天大王”、“真命天子”、“元朝遂帝”、“农佛合国皇帝”，并委任九千岁、元帅、宰相、国师、娘娘等包括62名骨干成员在内的共199人。大肆宣扬“现在是蛇精作乱，天下不太平”，“世界将末日，共产党天下快完了”，“共产党坐朝到今年为止，过不了明年”，狂妄叫嚣“灭旧朝、立新朝”，策划在6月17日子时登基。郑礼喜及其党羽还制定了农佛合国的国旗，刻制了“真命天子”等印章，印制了“委任书”、“宣言书”，制作了皇帝、娘娘的衣、帽、靴、带等。该组织还以“抓鬼”为名挑选骨干进行操练，妄图进行反革命暴动。在闽侯县廷坪、洋里、大湖、荆溪等公社和邻县、郊区共诱骗317名群众参加其组织。大肆进行攻击、污蔑政府活动，借机大肆榨财集资，进行“登基”祭坛，并奸淫妇女等。
1983年5月20日，闽侯县公安机关乘郑礼喜一伙前往古田县“临水奶”庙聚会时，在角洋大队把郑礼喜等人抓捕归案，缴获大量反革命证据。后郑礼喜被判处死刑，执行枪决。